# 乌维单于
乌维单于（？—前105年），是匈奴單于，前任伊稚斜单于的長子。
當年，伊稚斜单于生三子：乌维单于、呴犁湖单于及且鞮侯单于。乌维单于乃伊稚斜单于之子，西汉元鼎三年（前114年）立，当时汉朝南征东越国、南越国，无暇北顾。单于初立，也没有扰汉，边境暂安。元鼎五年（前112年），与西羌通使，相约攻汉，匈奴入五原郡（郡治九原，在今包头市西），杀太守，袭击赴西域之汉使。元封元年（前110年），汉武帝巡边，勒兵十八万耀武塞上，遣使劝匈奴臣服。不从，拘禁汉使，但终未敢犯边，多次遣使求和亲，先后接见汉使王乌、杨信，空头许诺派遣匈奴太子入质，并亲自入汉朝觐，以图汉朝依故约，派遣公主，结和亲。匈奴使者死在京师，乌维单于怀疑被汉朝所杀，汉匈关系破裂，乌维单于屡以兵犯汉边。乌维单于立十年而终。

## 影視形象
- 2016年电视剧《霍去病传奇》：刘小磊饰乌维单于。